# トーマス・リゴッティ
トーマス・リゴッティ（Thomas Ligotti、1953年7月9日 - ）は、アメリカ合衆国のホラー小説家。
彼の著作は、いくつかの文学ジャンル（特に怪奇小説）に根ざしており、批評家は哲学的な恐怖の作品と評し、しばしばゴシック小説の伝統に従って短編や小説を形成している。リゴッティが小説やノンフィクションで信奉する世界観は、厭世的で虚無的である。ワシントンポスト紙は彼を "現代ホラー小説の最高の秘蔵っ子 "と呼んだ。
1997年に「The Red Tower」でブラム・ストーカー賞最優秀中編賞を受賞。
2003年に「My Work Is Not Yet Done」でブラム・ストーカー賞長編フィクション賞を受賞している。

## 日本語訳された作品
- 「アリスの最後の冒険」（Alice's Last Adventure (1988)、白石朗訳、新潮文庫、ダグラス・E・ウィンター編『ナイト・フライヤー』に収録）
- 「愚宗門」（The Sect of the Idiot (1988)、植草昌実訳、新紀元社、エレン・ダトロウ編『ラヴクラフトの怪物たち』下に収録）
- 「道化師の最後の祭り」（The Last Feast of Harlequin (1990)、宮脇孝雄訳、S-Fマガジン 1994/10 No.458に収録）
- 「影と闇」（The Shadow, The Darkness (1999)、渡辺庸子訳、創元推理文庫、アル・サラントニオ編『999 - 狂犬の夏』に収録）